# Meulebeke
Ne doit pas être confondu avec Molenbeek.
Meulebeke est une commune néerlandophone de Belgique située en Région flamande dans la province de Flandre-Occidentale.

## Géographie
Meulebeke n'est pas une commune fusionnée. Elle comprend plusieurs hameaux : De Paanders, 't Veld et Marialoop. Meulebeke-centre compte près de 8 000 habitants, les trois hameaux environ 1 200 chacun.
| #   | Nom         |
| --- | ----------- |
| I   | Meulebeke   |
| II  | 't Veld     |
| III | Marialoop   |
| IV  | De Paanders |

La commune de Meulebeke jouxte les villages et communes suivants :
| - a. Oostrozebeke (commune de Oostrozebeke) - b. Ingelmunster (commune de Ingelmunster) - c. Emelgem (ville d'Izegem) |

Meulebeke, quartiers et communes voisines. Les zones en jaune représentent les agglomérations.

| - d. Ardoye (commune d'Ardooie) - e. Pittem (commune de Pittem) - f. Tielt (ville de Tielt) |

## Histoire
Par lettres données à Madrid, le 13 août 1655, la terre et seigneurie de Meulebecque, à laquelle est annexée la seigneurie de Hallewin en Flandre, est érigée en baronnie, au profit de Nicolas-Ignace de Beer, écuyer, grand bailli de la ville de Gand, qui a participé à plusieurs batailles et sièges menées pour son roi.
Pendant la Première Guerre mondiale, des troupes françaises sont venues cantonner sur Meulebeke (comme à Roulers, Thielt, et autres localités voisines) en octobre 1918.

## Héraldique
|  | La commune possède des armoiries qui lui ont été octroyées le 14 octobre 1938. L'ours de ces armoiries était déjà utilisé sur le sceau du conseil municipal de 1780 et 1790. L'ours est un meuble symbole de la famille "de Beer", seigneurs de Meulenbeke de 1655 à 1793. "Beer" signifie "ours" en français. Blasonnement : D'or à l'ours passant de sable. L'écu sommé d'une couronne baronniale. Source du blasonnement : Heraldy of the World. |

## Démographie

### Évolution démographique
- Source : DGS, de 1831 à 1981 = recensements population ; à partir de 1990 = nombre d'habitants chaque 1er janvier[4].

## Personnalités liées à la commune
- Léopold Rosseel, coureur cycliste, y est né en 1934.
- Carel van Mander, peintre et historien d'art ancien, y est né en 1548.
- Le mathématicien Philippe van Lansberge (Lansberg de Meulabeecke ou Landbergis), dont les calculs ont influencé Kepler et qui était en correspondance avec François Viète, quoique né à Gand le 25 août 1561, était seigneur du lieu.
- Rémy Verschaetse, coureur cycliste, y est né en 1903.